# فيضانات السودان 2020
فيضانات السودان 2020 تساقطت أمطار غزيرة ومستمرة في السودان، بدءاً من أوائل سبتمبر 2020، مما أدى إلى فيضان مدمر في 16 ولاية سودانية على الأقل. تأثر في الفيضان أكثر من 500.000 شخص، وتدّمر أكثر من 100.000 منزل. أعلنت الوكالات الحكومية عن مقتل حوالي 101 شخص، الولايات الأكثر تضررا هي الخرطوم وشمال دارفور وسنار، والتي تمثل 43 في المائة من جميع المتضررين. 

## الفيضان
ارتفع منسوب مياه نهر النيل في السودان ووصل إلى مستويات قياسية، حيث دخلت الفيضانات إلى المنازل وهدمت نحو 60 ألف منزل، كما تسببت في مقتل العشرات. ووصل ارتفاع مستوى النيل الأزرق إلى أكثر من 17 مترا محطما بذلك كل الأرقام القياسية.
وأدت الفيضانات الناجمة عن هطول الأمطار الموسمية الغزيرة، ومعظمها خارج البلاد، في إثيوبيا المجاورة، إلى ارتفاع نهر النيل بنحو 17.5 مترًا أواخر أغسطس، وهو أعلى مستوى وصل إليه منذ حوالي قرن، وفقًا لوزارة الري السودانية.

## الاستجابة
قامت الحكومة السودانية بقيادة وتنسيق الاستجابة الطارئة للفيضان. وبدأت قوات المهمة الوطنية للفيضانات التابعة للجنة المساعدات الإنسانية، وكان رئيس الوزراء، عبد الله حمدوك، أكد أن «مناسيب النيل وروافده هذا العام وبحسب وزارة الري والموارد المائية غير مسبوقة منذ 1912.» كما أشار إلى أن فيضان هذا العام أدى لخسائر مفجعة وموجعة في الأرواح والممتلكات.

### حالة الطوارئ
أعلن مجلس الأمن والدفاع السوداني حالة الطوارئ في طول البلاد وعرضها لمدة ثلاثة أشهر، كما قرر اعتبار السودان منطقة كوارث طبيعية، وتشكيل لجنة عليا لدرء ومعالجة آثار السيول والفيضانات، التي قتلت حوالي 100 شخص وغمرت أكثر من 100 ألف منزل منذ أواخر يوليو.

## مستويات تاريخية
معدلات الفيضانات والأمطار المسجلة هذا العام تجاوزت الأرقام القياسية المسجلة عامي 1946 و1988، مع توقعات باستمرار مؤشرات الارتفاع.
وكانت وزارة المياه والري قد أعلنت أن منسوب النيل الأزرق ارتفع إلى 17.58 مترا (57 قدما)، ووصفته بأنه "مستوى تاريخي منذ بدء رصد النهر في العام 1902″، وكانت القمة السابقة 17.26 مترا.
ويبدأ موسم الأمطار الخريفية في السودان من يونيو/حزيران ويستمر حتى أكتوبر/تشرين الأول، وتهطل عادة أمطار قوية في هذه الفترة، وتواجه البلاد فيها سنويا فيضانات وسيولا.

## تبعات الفيضان

### كوفيد-19
حددت منظمة الصحة العالمية بالتعاون مع وزارة الصحة السودانية الاحتياجات الصحية، واستجابت لـ 128 إنذارا بالمرض، بما في ذلك الإسهال والحصبة وكـوفيد-19 وغيرها.
عدد الاصابات في السودان سجل أكثر من 13 ألف حالة مؤكدة في الفترة من 14 آذار/مارس إلى 10 أيلول/سبتمبر، بما في ذلك 833 حالة وفاة، إضافة إلى الإبلاغ عن حالات جديدة الأسبوع الماضي، «لكن الوضع آخذ في الاستقرار.»، وللمساعدة في مكافحة فيروس كورونا ، أرسلت منظمة الصحة العالمية اختبارات تشخيصية ومعدات معملية إلى البلاد، وفنيين وأطباء مدربين، ونشرت معلومات عن المرض.

### التنسيق والتمويل الإنساني
تتولى مفوضية العون الإنساني التابعة للحكومة السودانية مسؤولية التعامل مع الازمة الإنسانية نتيجة أزمة الفيضانات. يلعب مجتمع المعونة الدولي دورا رئيسيا في دعم تنسيق تقييم احتياجات الطوارئ والاستجابة لها ، وتترأس مفوضية العون الإنساني عمل فرقة العمل المعنية بالفيضانات والتي تضم منسقي القطاع الإنساني ومكتب تنسيق الشؤون الإنسانية.
وأشار المكتب الأممي إلى الحصول على نصف جملة المبلغ المطلوب (3.2 مليون دولار) لتوفير مأوى الطوارئ والمواد غير الغذائية، وخطوط أنابيب المياه والصرف الصحي والنظافة الصحية التي تم وضعها مسبقا في جميع أنحاء البلاد قبل الفيضانات. يدعم المبلغ المطلوب المشاريع والبرامج الإنسانية الأخرى التي تستجيب للأزمة، فيما أعلنت المنظمة الدولية للهجرة الالتزام بمبلغ 2.05 مليون دولار لدعم آلية الاستجابة السريعة.